# Metastelma liesnerianum
Metastelma liesnerianum là một loài thực vật có hoa trong họ La bố ma. Loài này được (L.O. Williams) Liede mô tả khoa học đầu tiên năm 1997.